# Şahika Ercümen

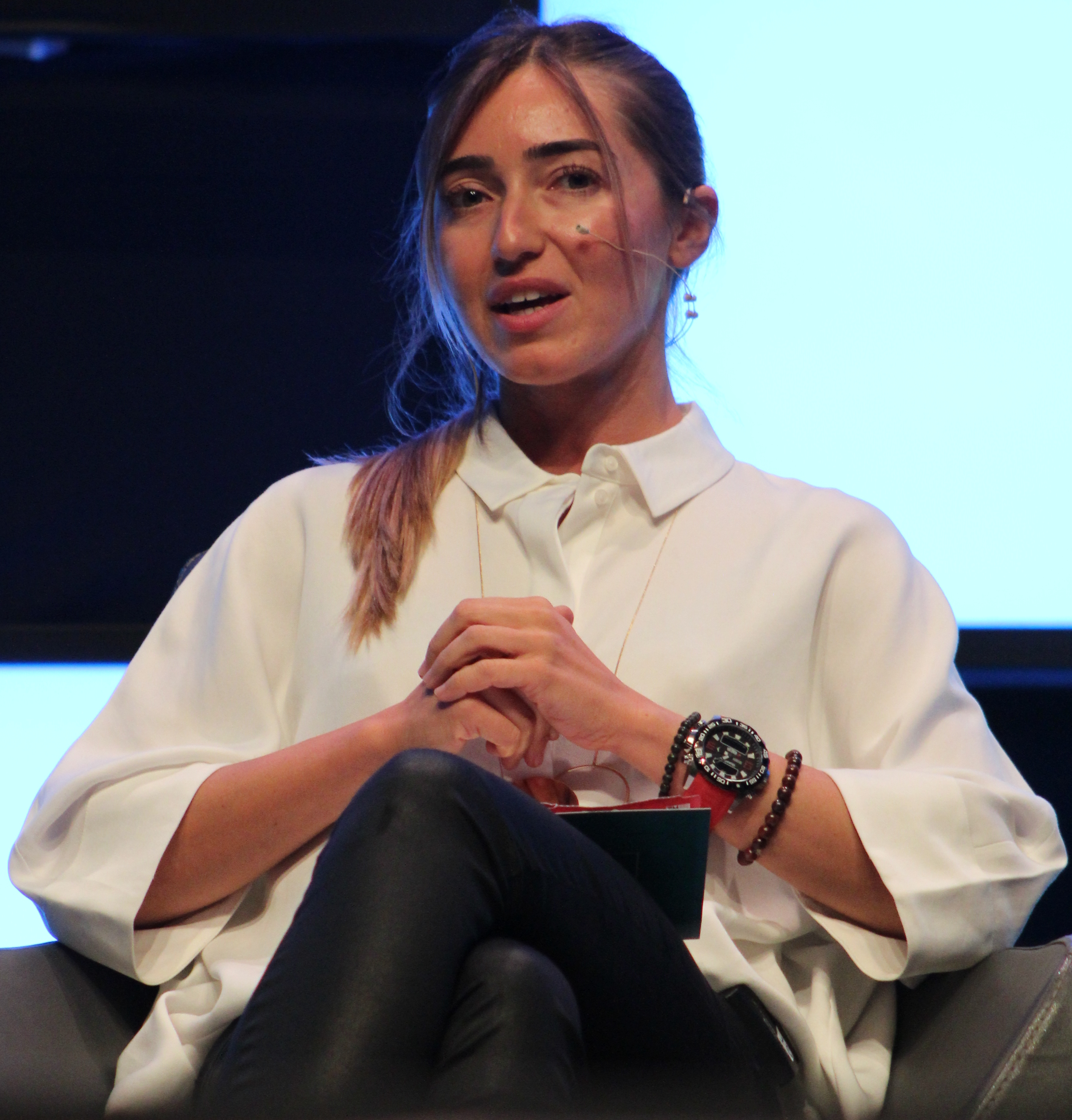

Şahika Ercümen (* 16. Januar 1985 in Canakkale, Türkei) ist eine türkische Freitaucherin sowie Unterwasserhockey- und Unterwasserrugbyspielerin der türkischen Nationalmannschaft.

## Leben
In der Kindheit litt Ercümen an Asthma und Allergien. Sie musste sich deshalb häufig in Krankenhäusern behandeln lassen. Sie besuchte die Grundschule Gazi in Canakkale, Abitur machte sie im Milli Piyango Lisesi in Canakkale. Danach studierte sie Gesundheit und Ernährungsberatung an der Universität Ankara.
Im Jahr 2003 begann sie mit dem Freitauchen. Bei den Weltmeisterschaften auf Teneriffa erzielte sie innerhalb der türkischen Mannschaft das beste Resultat und stellte auch einen neuen türkischen Rekord auf.
Ercümen gibt Unterricht im Freitauchen in Istanbul.

## Erfolge
- Bei den Weltmeisterschaften 2006 auf Teneriffa stellte sie abermals einen Landesrekord im Freitauchen auf.
- Mit der türkischen Unterwasserhockey-Mannschaft wurde sie Dritte bei den Europameisterschaften 2008 sowie Vierte bei den Europameisterschaften im Freitauchen.
- Bei den türkischen Meisterschaften im Freitauchen 2009 wurde sie Landesmeisterin. Außerdem näherte sie sich dem Weltrekord (- 65 m) an.
- Am 11. Februar 2011 wurde sie in Weißensee mit 110 Metern Weltrekordlerin im Streckentauchen ohne Sauerstoffgerät unter Eis.